# 邻米草菌属
邻米草菌属（学名：Spartinivicinus）是假单胞菌目下的一个属。本属只有红色邻米草菌 Spartinivicinus ruber一种，这是从福建泉州湾近岸互花米草生长区沉积物中分离到的能产生灵菌红素的菌株。

## 下属物种
本属包括以下物种：
- 海洋邻米草菌 Spartinivicinus marinus Liu et al. 2023
- 滨珊瑚邻米草菌 Spartinivicinus poritis Sajid et al. 2024[3]
- 红色邻米草菌 Spartinivicinus ruber Huang et al. 2021